# Křížový mlýn
Křížový mlýn v Úštěku v okrese Litoměřice je vodní mlýn, který stojí na levém břehu Úštěckého potoka. V letech 1958–1970 byl chráněn jako kulturní památka. Z původního mlýna je zbořená jedna budova a zbylá byla přestavěna.

## Historie
Vodní mlýn je gotického původu. Je zaznamenán na císařských povinných otiscích stabilního katastru z roku 1843.

## Popis
Patrový objekt gotického původu je krytý sedlovou střechou. Byl vybaven obytnou částí a provozním traktem v zadní části, kde se nacházela pavlač. Voda na vodní kolo vedla náhonem a odtokovým kanálem se vracela zpět do potoka. V roce 1930 byla ve mlýně jedna Francisova turbína (spád 3,75 metru, výkon 3,5 HP).